# Ceratocanthidae
Ceratocanthidae (synonymum Acanthoceridae) jsou čeleď ve které jsou zastoupeny dva rody obsahující asi 120 druhů brouků.